# Santa Maria do Cambucá
Santa Maria do Cambucá is een gemeente in de Braziliaanse deelstaat Pernambuco. De gemeente telt 12.942 inwoners (schatting 2009).